# Álvaro Leonel Ramazzini Imeri
Álvaro Leonel Ramazzini Imeri (Città del Guatemala, 16 luglio 1947) è un cardinale e vescovo cattolico guatemalteco, dal 14 maggio 2012 vescovo di Huehuetenango.

## Biografia
È nato il 16 luglio 1947 a Città del Guatemala, sede dell'omonima sede metropolitana e capitale del Guatemala. La sua famiglia paterna è originaria di Collio in Valtrompia (BS - Italia).
Dopo aver frequentato la Pontificia Università Gregoriana a Roma, è ritornato in patria, dove è stato ordinato presbitero il 27 giugno 1971 dal cardinale Mario Casariego y Acevedo, arcivescovo metropolita di Guatemala e prelato di Santo Cristo de Esquipulas.
Il 15 dicembre 1988, papa Giovanni Paolo II lo ha nominato vescovo di San Marcos, succedendo a mons. Julio Amílcar Bethancourt Fioravanti, trasferito il 10 marzo precedente alla sede di Huehuetenango. Ha ricevuto la consacrazione episcopale il 6 gennaio 1989 nella Basilica di San Pietro, per imposizione delle mani di papa Wojtyła, assistito dai co-consacranti monsignori Edward Idris Cassidy, arcivescovo titolare di Amanzia e sostituto per gli Affari Generali della Segreteria di Stato, e José Tomás Sánchez, arcivescovo emerito di Nueva Segovia e segretario della Congregazione per l'Evangelizzazione dei Popoli, entrambi fututi cardinali. Nella stessa cerimonia sono stati consacrati altri dodici vescovi, tra i quali i futuri cardinali Giovanni Lajolo e Francesco Marchisano.
Come sacerdote e poi come vescovo, ha svolto un intenso impegno sociale in difesa dei diritti dei più poveri.
Nel 2001 è stato eletto presidente del Segretariato Episcopale dell'America Centrale e Panama, succedendo a mons. Raúl Corriveau, P.M.E., rimanendo in carica per quattro anni, fino al 2005.
Nel 2006 è stato eletto presidente della Conferenza Episcopale del Guatemala, subentrando al cardinale Rodolfo Quezada Toruño. Ha ricoperto l'incarico fino al gennaio 2008.
Nel 2011 ha ricevuto il Premio Pacem in Terris.
Dopo ben ventiquattro anni di governo pastorale, il 14 maggio 2012 papa Benedetto XVI ha trasferito mons. Ramazzini Imeri alla sede di Huehuetenango, dopo le dimissioni del settantanovenne mons. Rodolfo Francisco Bobadilla Mata, C.M.. Il 14 luglio successivo ha solennemente preso possesso della nuova diocesi.
Il 1º settembre 2019 papa Francesco ha annunciato la sua nomina a cardinale nel concistoro del 5 ottobre. Ha ricevuto il titolo di San Giovanni Evangelista a Spinaceto, del quale ha preso ufficialmente possesso il 10 ottobre 2021.
Il 7 e 8 maggio 2025 ha partecipato come cardinale elettore al conclave che ha portato all'elezione di papa Leone XIV.

## Genealogia episcopale e successione apostolica
La genealogia episcopale è:
- Cardinale Scipione Rebiba
- Cardinale Giulio Antonio Santori
- Cardinale Girolamo Bernerio, O.P.
- Arcivescovo Galeazzo Sanvitale
- Cardinale Ludovico Ludovisi
- Cardinale Luigi Caetani
- Cardinale Ulderico Carpegna
- Cardinale Paluzzo Paluzzi Altieri degli Albertoni
- Papa Benedetto XIII
- Papa Benedetto XIV
- Papa Clemente XIII
- Cardinale Enrico Benedetto Stuart
- Papa Leone XII
- Cardinale Chiarissimo Falconieri Mellini
- Cardinale Camillo Di Pietro
- Cardinale Mieczysław Halka Ledóchowski
- Cardinale Jan Maurycy Paweł Puzyna de Kosielsko
- Arcivescovo Józef Bilczewski
- Arcivescovo Bolesław Twardowski
- Arcivescovo Eugeniusz Baziak
- Papa Giovanni Paolo II
- Cardinale Álvaro Leonel Ramazzini Imeri

La successione apostolica è:
- Vescovo José Benedicto Moscoso Miranda (2020)